# OnePlus
OnePlus — китайская компания по производству смартфонов для мирового рынка. Является подразделением компании Oppo.

## История
Компания создана в декабре 2013 года бывшим вице-президентом компании Oppo (также занимающейся производством смартфонов и мобильной техники) Питом Лау и менеджером по международному маркетингу компании, Карлом Пеем.
Во время разработки своего первого смартфона OnePlus заключила эксклюзивное лицензионное соглашение с Cyanogen Inc., разработчиком CyanogenMod, которое предполагало установку на смартфоны компании специальной версии этой прошивки и право на использование товарных знаков за пределами Китая.
OnePlus представила свой первый смартфон — OnePlus One — 23 апреля 2014 года; в декабре 2014 года компания анонсировала продажи своего смартфона в Индии эксклюзивно через Amazon, а также объявила о планах по открытию 25 официальных сервисных центров по всей стране.
Продажи устройства были временно приостановлены после подачи заявления от Micromax Mobile, в котором утверждалось, что OnePlus нарушили эксклюзивные права Micromax на распространение продуктов на базе CyanogenMod в Южной Азии. После этого компания OnePlus выпустила новую собственную прошивку, OxygenOS, для OnePlus One. Самый продаваемый смартфон у компании -  OnePlus Nord CE 3

## Деятельность
- Все телевизоры OnePlus продаются только в Индии. OnePlus не производит их самостоятельно, а заключает OEM-контракты. Производителями являются индийская Radiant Appliances & Electronics и китайская TPV Technology.[источник не указан 133 дня]

## Устройства

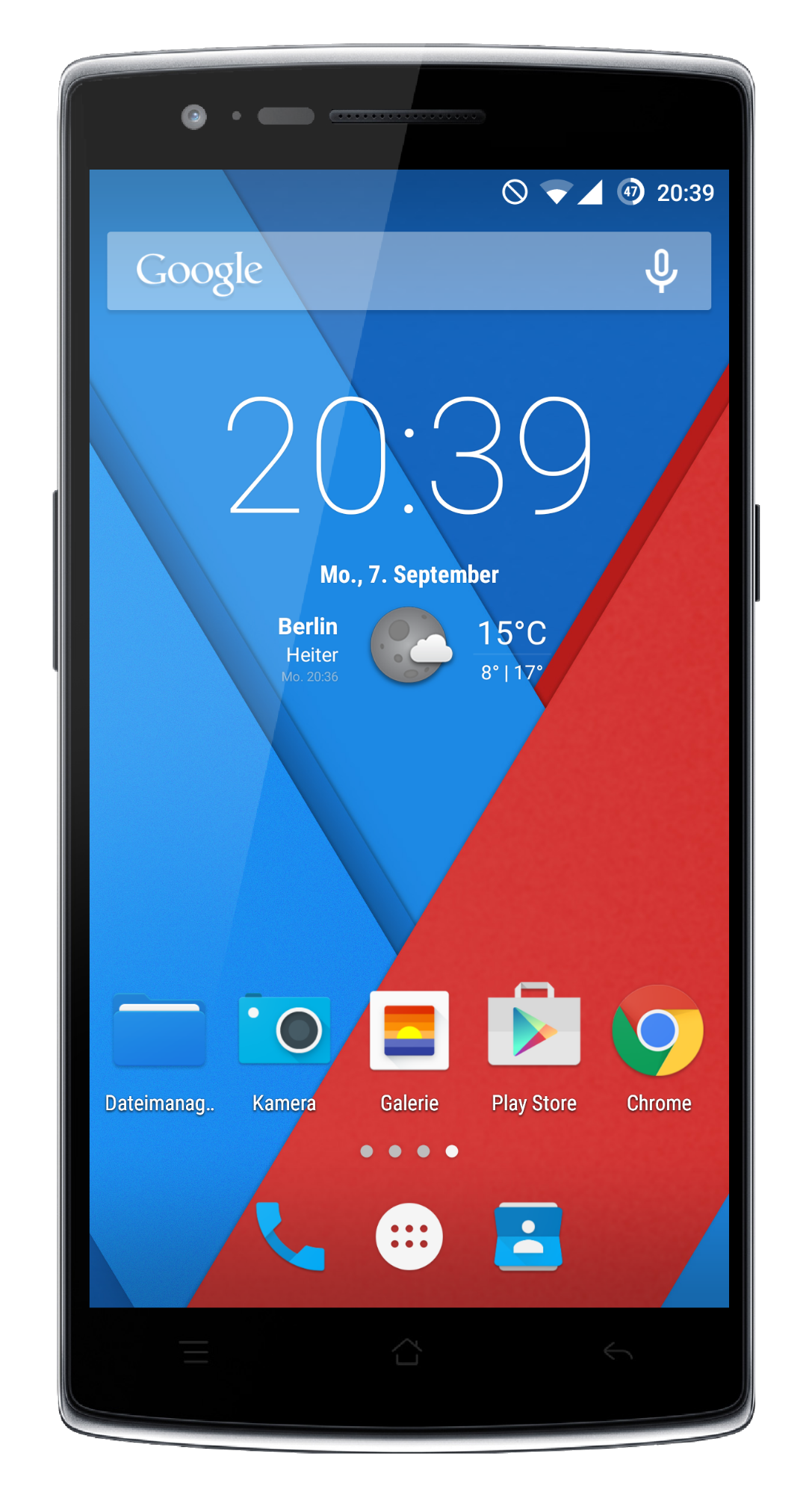
OnePlus One

## Критика
3 февраля 2023 года учёные Корнеллского университета из Великобритании и Ирландии опубликовали исследование, в соответствии с которыми в смартфоны OnePlus (наряду с Redmi и realme) встроены функции слежки за пользователями, отправляющие данные на ресурсы производителей и их партнёров (Baidu и операторы связи) даже если пользователи отказались от аналитики и персонализации. Отправка данных, в которые входят идентификаторы устройств (IMEI и MAC-адрес), местоположение (координаты GPS и идентификаторы соты), профили пользователей (номер телефона, статистика использования приложений и их телеметрия) и социальные связи (журналы звонков и сообщений, списки контактов), происходит даже при отсутствии SIM-карты.